# حرب عصابات (رواية)
حرب عصابات (بالإنجليزية: Guerrillas)‏ هي رواية للكاتب البريطاني الحائز على جائزة نوبل فيديادر سوراجبراساد نيبول، نشرت عام 1975، لأول مرة عن دار نشر أندريه دويتش في المملكة المتحدة وكنوبف في الولايات المتحدة.